# Caijiapo (köpinghuvudort i Kina, Shaanxi, lat 34,33, long 107,60)
Caijiapo är en köpinghuvudort i Kina. Den ligger i provinsen Shaanxi, i den nordvästra delen av landet, omkring 120 kilometer väster om provinshuvudstaden Xi'an. Antalet invånare är 74 031. Befolkningen består av 36 445 kvinnor och 37 586 män. Barn under 15 år utgör 14,0 %, vuxna 15-64 år 76 %, och äldre över 65 år 9,0 %.
Runt Caijiapo är det ganska tätbefolkat, med 67 invånare per kvadratkilometer. Närmaste större samhälle är Shoushan, 14,8 km öster om Caijiapo. Trakten runt Caijiapo består till största delen av jordbruksmark.
Genomsnittlig årsnederbörd är 730 millimeter. Den regnigaste månaden är september, med i genomsnitt 159 mm nederbörd, och den torraste är december, med 2 mm nederbörd.